# Star 27
Le Star 27 est un camion polonais fabriqué entre 1962 et 1971 par Fabryka Samochodów Ciężarowych „Star”. Il est une version du Star 25 équipée d'un moteur diesel.

## Historique
Au début des années 1950 les ingénieurs du Bureau de construction de l'industrie automobile (Biuro Konstrukcyjne Przemysłu Motoryzacyjnego) de Varsovie commencent des travaux sur un moteur diesel destiné aux camions Star 25, dans le but de diminuer les coûts d'exploitation de camions construits à Starachowice. Le cahier des charges stipule que le nouveau moteur doit avoir les mêmes dimensions et la même masse pour être facilement monté sur le châssis du Star 25. Les premiers tests sur route des Star 25 équipés de moteurs S53 sont réalisés en 1958. La production en série du modèle désigné Star 27 commence quatre ans plus tard. Les différences avec le Star 25 sont: une nouvelle pompe dans le circuit de freinage, une seconde batterie, un démarreur plus puissant, et la cabine N20.1 qui se caractérise par une meilleure isolation thermique et acoustique que la cabine N20.
Le plus grand défaut du moteur S53 est un démarrage problématique dans des conditions hivernales. Pour cette raison le Star 27 est fabriqué en petite quantité.